# Olsen Involtini
Olsen Involtini (geb. vor 1990; bürgerlich Olav Bruhn) ist ein Musikproduzent, Tontechniker und Songschreiber.

## Leben
Olsen Involtini ist der Sohn des Liedtexters und Musikproduzenten Hanno Bruhn. Er arbeitet seit Mitte der 1990er Jahre als Produzent und Mischer bei zahlreichen Aufnahmen von Künstlern wie Seeed, Bela B., Peter Fox, Marteria, Rammstein, Emigrate, Unheilig und Die Fantastischen Vier. Als Songschreiber verfasste er unter anderem einige Arrangements für Bela B. Für Rammstein schrieb er für die Alben Mutter und Reise, Reise einige Streicher-Arrangements und produzierte ihr 2019 veröffentlichtes unbetiteltes Album.
Daneben übernahm Olsen Involtini wiederholt andere Funktionen. So produzierte er Remixe (z. B. für Rammsteins Musikstücke Amerika und Haifisch), sang Backing Vocals ein (z. B. für Bela B. – Bingo) und war Sprecher bei Hörspielen.
Bei Konzerten, unter anderem von Seeed und Rammstein, ist er für den FoH-Mix verantwortlich. Der Musikwissenschaftler Peter Wicke bezeichnet Olsen Involtini in seinem Buch Rammstein als „wohl begabtesten Mixer in Deutschland“, laut Olaf Karnik und Helmut Philipps ist er ein „Ausnahmekönner an der Mixing Konsole“.
Ab 1995 war Olsen Involtini Gitarrist der Band Bobo in White Wooden Houses. Auch in Richard Kruspes 2005 gegründeter Band Emigrate spielt er Gitarre. Seit 2006 ist er Mitglied der Band Los Helmstedt, die Bela B. auf Tourneen und bei Festivals live unterstützt.
Olsen Involtini arbeitet in seinem eigenen Dujardin Studio in Berlin-Kreuzberg.